# Hogna auricoma
Hogna auricoma là một loài nhện trong họ Lycosidae.
Loài này thuộc chi Hogna. Hogna auricoma được Eugen von Keyserling miêu tả năm 1891.